# Olivia Dunne
Olivia Paige "Livvy" Dunne, född 1 oktober 2002 i Westwood i New Jersey, är en amerikansk influerare och före detta gymnast. Hon arbetar också som baddräktsmodell för tidningen Sports Illustrated, samt varit en del av LSU Tigers kvinnliga gymnastteam. År 2017 blev hon medlem i det amerikanska juniorlandslaget för kvinnor. I april 2025 meddelade Dunne, som har en följarskara på över tio miljoner människor på sina sociala medier, att hon pensionerar sig från gymnastyrket.
Dunne är sedan en tid tillbaka i ett förhållande med basebollspelaren Paul Skenes, som spelar för Pittsburgh Pirates i Major League Baseball. Hon var även på plats när pojkvännen gjorde sin debut i basebollaget år 2024.